# بیل زادیک
بیل زادیک (به انگلیسی: Bill Zadick؛ زادهٔ ۳ آوریل ۱۹۷۳) کشتی‌گیر پیشین و مربی کشتی آزاد اهل آمریکا است. زادیک قهرمان مسابقات قهرمانی کشتی آزاد جهان در سال ۲۰۰۶ است و از سال ۲۰۰۸ فعالیت خود را در مربی‌گری آغاز کرده‌است. او از سال ۲۰۱۶ به عنوان مربی در باشگاه هاوک‌آی اوهایو و تیم ملی کشتی آزاد آمریکا مشغول به کار شد و در سال ۲۰۱۷ جایزه بهترین مربی سال آمریکا را کسب کرد.
بیل زادیک در دوران فعالیتش به عنوان کشتی‌گیر با قهرمانی در دسته ۶۶ کیلوگرم کشتی آزاد در قهرمانی کشتی جهان ۲۰۰۶ که در گوانگ‌ژو برگزار می‌شد، تنها آمریکایی برندهٔ مدال طلا در این مسابقات بود که در کسب مقام سوم تیم ملی آمریکا نقش به سزایی داشت و به همین مناسبت به عنوان مرد سال کشتی آزاد آمریکا در سال ۲۰۰۶، «جایزه جان اسمیت» را دریافت کرد.
او در سال ۲۰۱۷ به دلیل به موفقیت رساندن کشتی آزاد آمریکا و نیز قهرمانی شاگردش کایل اسنایدر در بازی‌های المپیک ۲۰۱۶ ریو؛ جایزه «بهترین مربی ورزشی آمریکا در المپیک» را دریافت کرد.